# Ivan Živkov
Ivan Živkov je srpski sociolog, politički konsultant i građanski aktivista.  Rođen je u Zrenjaninu 1976. godine.

## Naučni rad
Autor je studije slučaja “Proboji kineskog zida u Zrenjaninu – Građanski aktivizam VS. Linglong” i studije “Efikasnost javnog sektora, studija slučaja: Zrenjanin”.

## Tekstovi, javni nastupi, građanski aktivizam
Objavljuje tekstove u dnevnom listu Danas i biltenu Stanar, učestvuje na javnim skupovima i gostuje u televizijskim emisijama zastupajući vrednosti građanskog društva.